# 豆唇吸口魚
豆唇吸口魚（學名：Moxostoma pisolabrum），為輻鰭魚綱鯉形目亞口魚科的其中一種，為溫帶淡水魚，分布於北美洲美國淡水流域，生活習性不明。